# Salinas y Arenales de San Pedro del Pinatar

Kaart Salinas y Arenales de San Pedro del Pinatar.

Salinas y Arenales de San Pedro del Pinatar is een natuurpark in de Spaanse gemeente San Pedro del Pinatar in het oosten van de provincie Murcia. Het ligt tussen de lagune Mar Menor en de Middellandse Zee.
In de nabije omgeving bevinden zich ook de Salinas van Torrevieja en La Mata.

## Toponymie
De zoutmeren bij het vissersdorpje San Pedro del Pinatar bevinden zich in het noorden van de Mar Menor. Salinas is Spaans voor zoutmijnen en verwijst dan ook naar de zoutmijnen bij het vissersdorpje. Arenales betekent stranden en verwijst naar de stranden van de Mar Menor en de Costa Cálida.

## Beschermd gebied
In 1985 werd het gebied aangewezen als beschermd natuurgebied en in 1992 werd het erkend als een park van de regio Murcia.
Het is een gebied met veel water en zand, dat in het zuiden begrensd wordt door stuwen die in verbinding staan met de Mar Menor en met de Middellandse Zee. Sinds 1994 is het opgenomen in de lijst van watergebieden van internationale betekenis (Conventie van Ramsar). Sinds 1998 wordt het beschouwd als speciale beschermingszone voor vogels (SPA). Op deze manier behoort het tot het Natura 2000-netwerk van de Europese Unie.

## Natuurgebied
Het gebied is beschermd tegen de golven van de Middellandse Zee door de duinen, en in de zee zelf temperen zandbanken de golven. Zeegrasvelden (Posidonia) houden het zand samen.
In het park bevinden zich uiteenlopende ecosystemen, zoals zoutwaterbassins, laag struikgewas, riet, kwelders en duinen.

### Flora
Er zijn groenblijvende planten zoals Sempervivum en verschillende planten van de amarantenfamilie te vinden in de kwelders. In de buurt van het strand groeien Cakile, rucola en snijbiet, en op de zandbanken helmgras, lelies, mastiekbomen, kruiskruid en meidoorn. In zee staat Posidonia oceanica.

### Fauna
In het natuurpark zijn onder andere de volgende dieren te vinden:
Vogels
- Watervogels: kluut, steltkluut, drieteenstrandloper, bonte strandloper, kleine strandloper, strandplevier, lachstern, wulp, rosse grutto, blauwe reiger, kleine zilverreiger, bergeend, aalscholver, griel, kemphaan, fuut, geoorde fuut, kwak, wilde eend, geelpootmeeuw, Audouins meeuw, dunbekmeeuw en de (gewone) flamingo.
- Standvogels: houtduif, kleine zwartkop, zwarte spreeuw, groenling, Europese kanarie, putter, huismus en Turkse tortel
- Wintergasten: kokmeeuw, grote stern, witte kwikstaart, grote gele kwikstaart, graspieper, tjiftjaf, roodborst, roodborsttapuit, lepelaar, grutto, zwarte ruiter, tureluur, oeverloper, rotszwaluw en ijsvogel
- Zomergasten: dwergstern, krombekstrandloper, gierzwaluw, vale gierzwaluw, boerenzwaluw, huiszwaluw, roodstuitzwaluw, oeverzwaluw, gele kwikstaart (ondersoort iberiae), zomertortel
- Incidenteel: staartmees en blauwborst (in de winter), Provençaalse grasmus, hop, monniksparkiet en Iberische groene specht

Overige dieren
- Reptielen: twee soorten hagedissen: franjeteenhagedis en de Algerijnse zandloper, en de gewone kameleon
- Vissen: de bedreigde Aphanius iberus.
- Zoogdieren: rode eekhoorn, wimperspitsmuis en wezel. Er zijn ook verschillende soorten vleermuizen aanwezig zoals Capaccini's vleermuis, vale vleermuis en enkele echte hoefijzerneuzen.

## Modderbaden
Voor de traditionele modderbaden wordt de donkergrijze romige modder van de bodem van de Mar Menor gehaald. De modder wordt over het gehele lichaam gewreven en daarna gedroogd in de zon. Ten slotte wordt de modder verwijderd door te zwemmen in de Mar Menor. Een dergelijke kuur wordt heilzaam geacht bij chronische pijnen en verschillende huidziekten. Verschillende hotels in de buurt bieden kuurprogramma's aan.

## Beelden uit het park

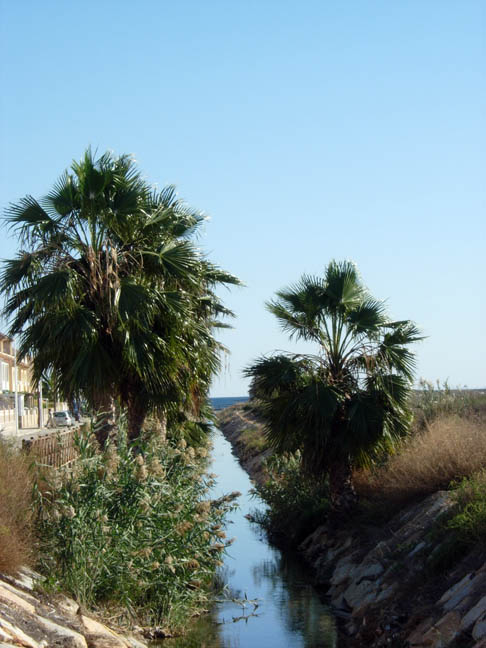
Een van de kanalen rond het park.
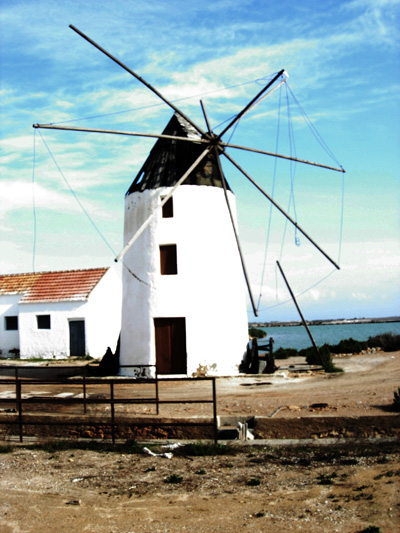
De molen van Quintín; de molens werden gebruikt om water uit de bassins te pompen.
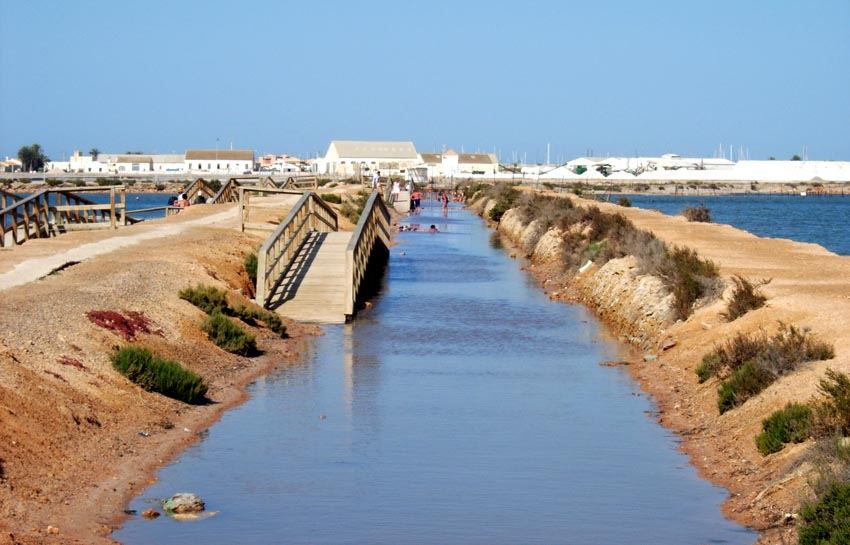
Modderbaden.
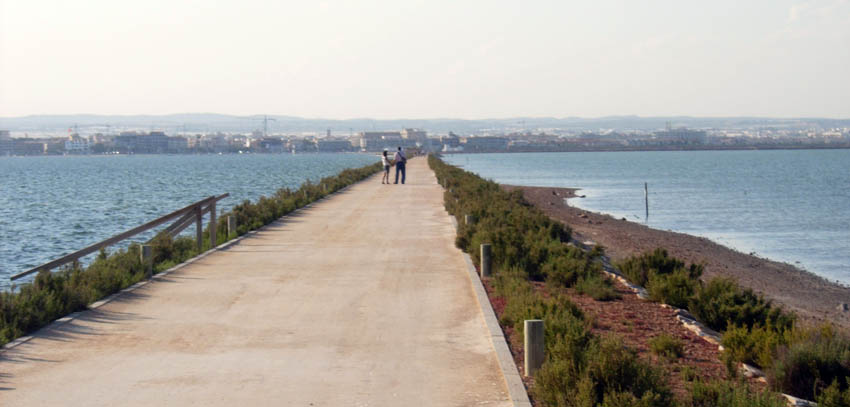
Een lange dijk scheidt de Mar Menor (links) van de bassins.
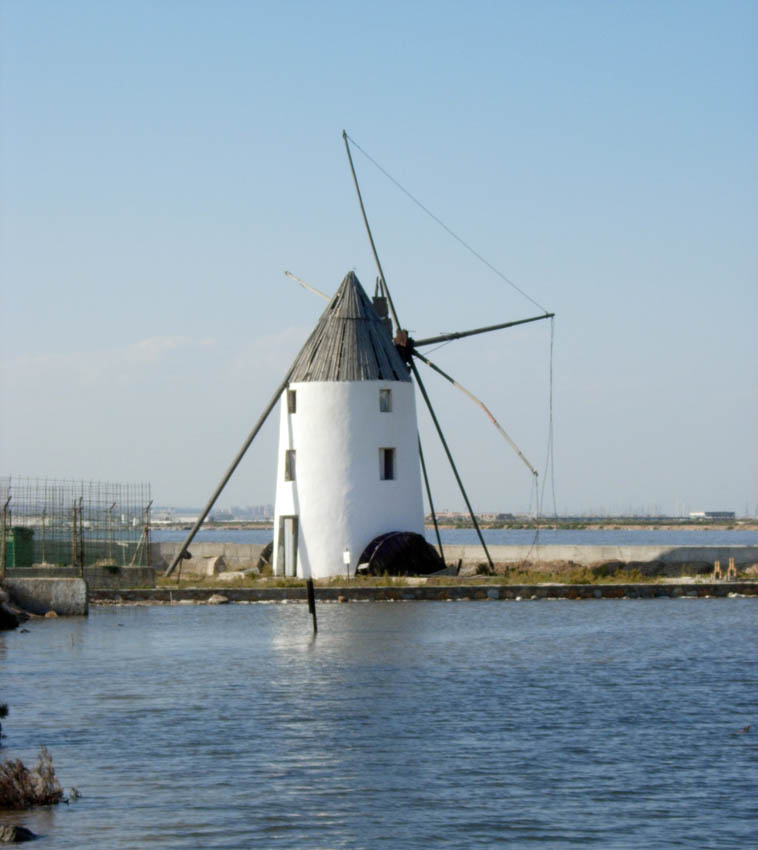
Molen van de Ezequiela.
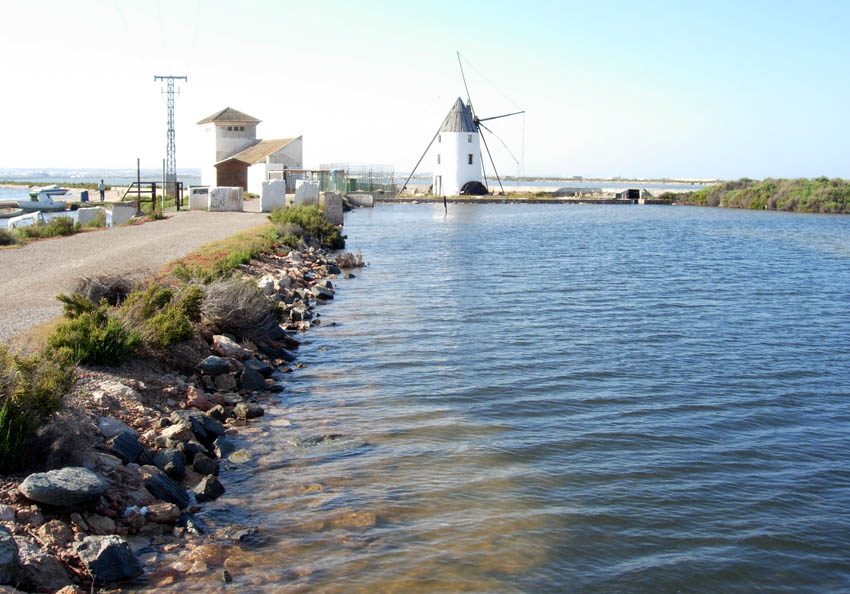
Een bassin.
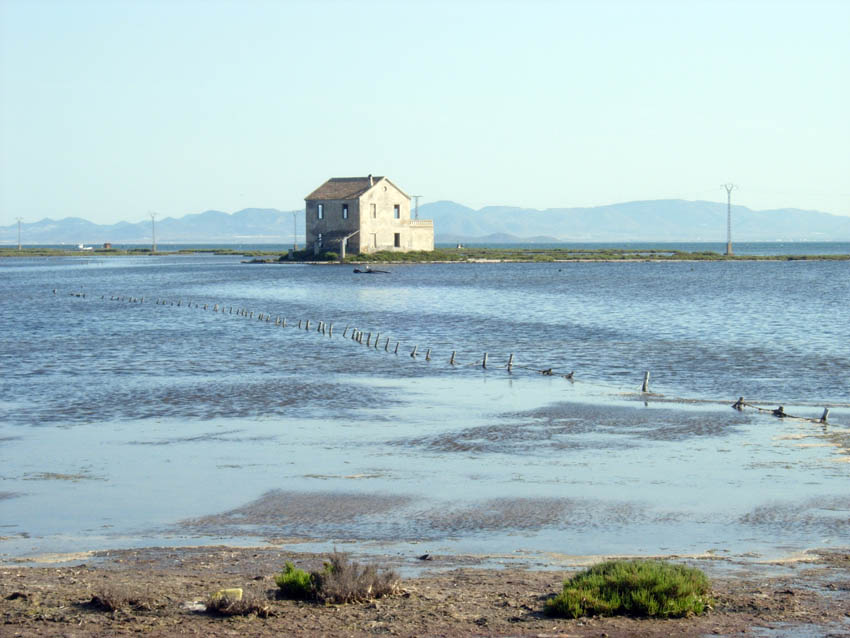
Stuwmeer.
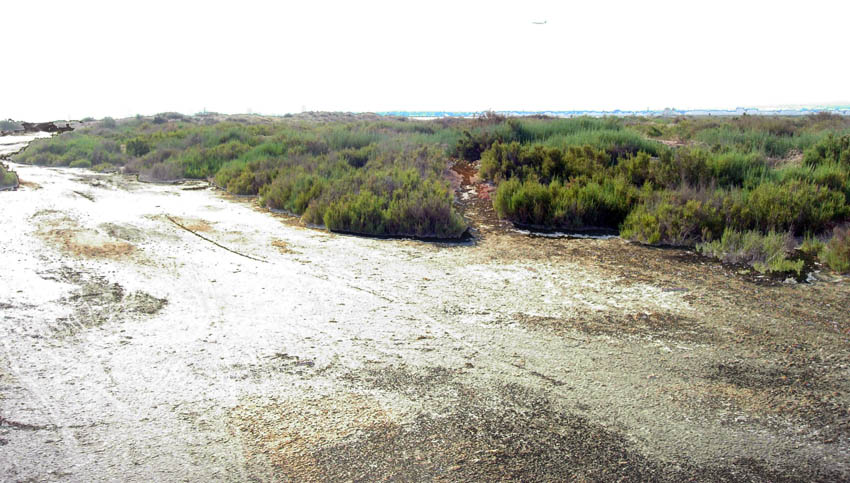
Begroeide duinen.
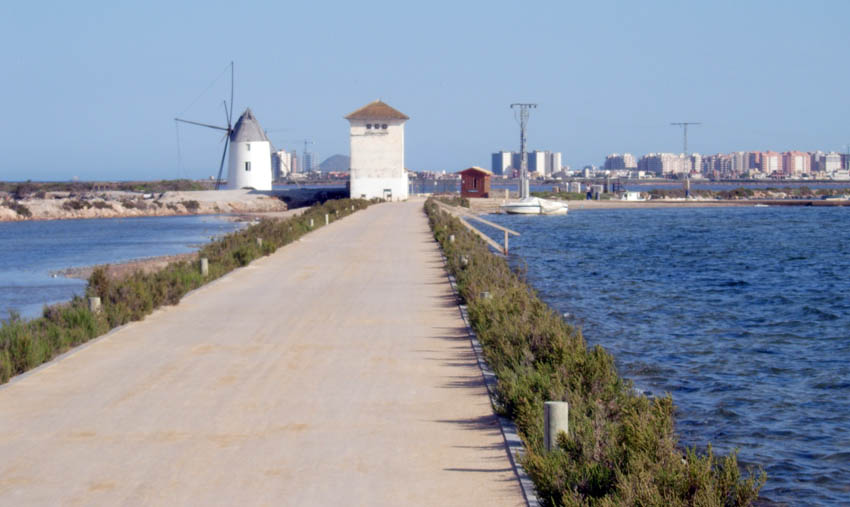
De weg naar de molen en in de achtergrond La Manga.
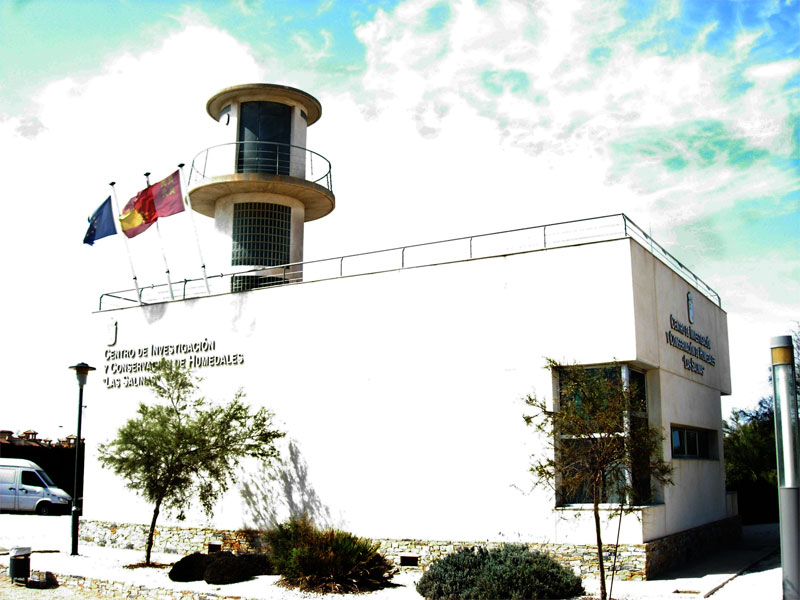
Het onderzoekscentrum "Las Salinas".